# 17984 Ahantonioli
A 17984 Ahantonioli (ideiglenes jelöléssel 1999 JU60) a Naprendszer kisbolygóövében található aszteroida. A LINEAR projekt keretében fedezték fel 1999. május 10-én.